# Pikkujärvi
Pikkujärvi este o arie protejată (arie specială de conservare — SAC, sit de importanță comunitară — SCI, arie de protecție specială avifaunistică — SPA) din Finlanda întinsă pe o suprafață de 87 ha, integral pe uscat.

## Localizare
Centrul sitului Pikkujärvi este situat la coordonatele 60°10′30″N 23°56′19″E / 60.175°N 23.9386°E.

## Înființare
Situl Pikkujärvi a fost declarat sit de importanță comunitară în august 1998 pentru a proteja 12 specii de animale. Alte tipuri de protecție:
- arie de protecție specială avifaunistică (în august 1998)[2]
- arie specială de conservare (în aprilie 2015)[1][3][4]

## Biodiversitate
Situată în ecoregiunea boreală, aria protejată conține 1 habitat natural: Lacuri eutrofice naturale cu vegetație de tip Magnopotamion sau Hydrocharition.
La baza desemnării sitului se află mai multe specii protejate de  păsări (12): stârc cenușiu (Ardea cinerea), buhai de baltă (Botaurus stellaris), mierla de apă (Cinclus cinclus), lebădă de iarnă (Cygnus cygnus), cocor (Grus grus), codalb (Haliaeetus albicilla), sfrâncioc roșiatic (Lanius collurio), rață pestriță (Mareca strepera), Mergellus albellus, cresteț pestriț (Porzana porzana), chiră de baltă (Sterna hirundo), Sterna paradisaea.